# Abdullah Ibrahim
Abdullah Ibrahim (født som Adolph Johannes Brand 9. oktober 1934 i Kapstaden, Sydafrika) er en sydafrikansk pianist, hvis musik med større eller mindre ret kan kaldes jazz. Musikken har et let genkendeligt personligt udtryk og trækker på hans barndoms musikalske erfaringer med kirkesang, hans hjemlands folkemusik og jazz.
I de første år af sin musikerkarriere optrådte Ibrahim under kunstnernavnet Dollar Brand. Øgenavnet Dollar havde han fået i sin barndom, fordi han tit havde en dollar med sig for at købe plader. Da han konverterede til islam, skiftede han også navn.
I mange år levede Abdullah Ibrahim i eksil; men da apartheid ophørte, vendte han hjem til Sydafrika. 